# Holbæk Elitesport
Holbæk Elitesport A/S er et kommercielt sportsprojekt som blev etableret i foråret 2006, og er i dag navnet på overbygningen af byens håndboldshold.
I foråret 2006 forsøgte forretningmanden Per Klarskov at starte Holbæk Elitesport A/S som et samlet selskab for Fodbold, Basket og Håndbold. Mens fodbold- og basketklubben sammen med borgmester Jørn Sørensen forholdt sig kritisk til det nye projekt, blandt andet på baggrund af Per Klarskovs fyring fra fodboldklubben FC København, var håndboldklubben positivt indstillet. Derefter dannedes selskabet Holbæk Elitesport A/S, og en række kvindelige serbiske spillere blev engageret, og bysbarnet, tidligere landstræner, Torben Winther, blev ansat som træner for det nye hold.
Projektet blev dog bremset af manglende økonomisk ballast, og holdets sponsorer begrænsede sig til den lokale papirhandel og en række småbutikker. Per Klarskov påstod at have et trecifret millionbeløb til gode, men såvel trænere som spillere fik ikke udbetalt løn, og selskabet betalte ikke regningerne fra Hotel Strandparken, hvor de serbiske spillere var indkvarteret.
Der er stadig diskussion om historieskrivningen efter det mislykkede projekt, hvor især Per Klarskov forsøger at dreje historien i hans retning. Således bragte Politiken i december 2006 en artikelserie, hvor historien blev belyst fra hver parts side. I artikelserien var det tydeligt at der var forskellige holdninger til forløbet, og at parterne er langt fra hinanden – borgmester Jørn Sørensen sammenligner Per Klarskov med Kaptajnen fra Köpenick, mens Per Klarskov kalder Holbæk en "Bondeby".